# Neutron Star Interior Composition Explorer

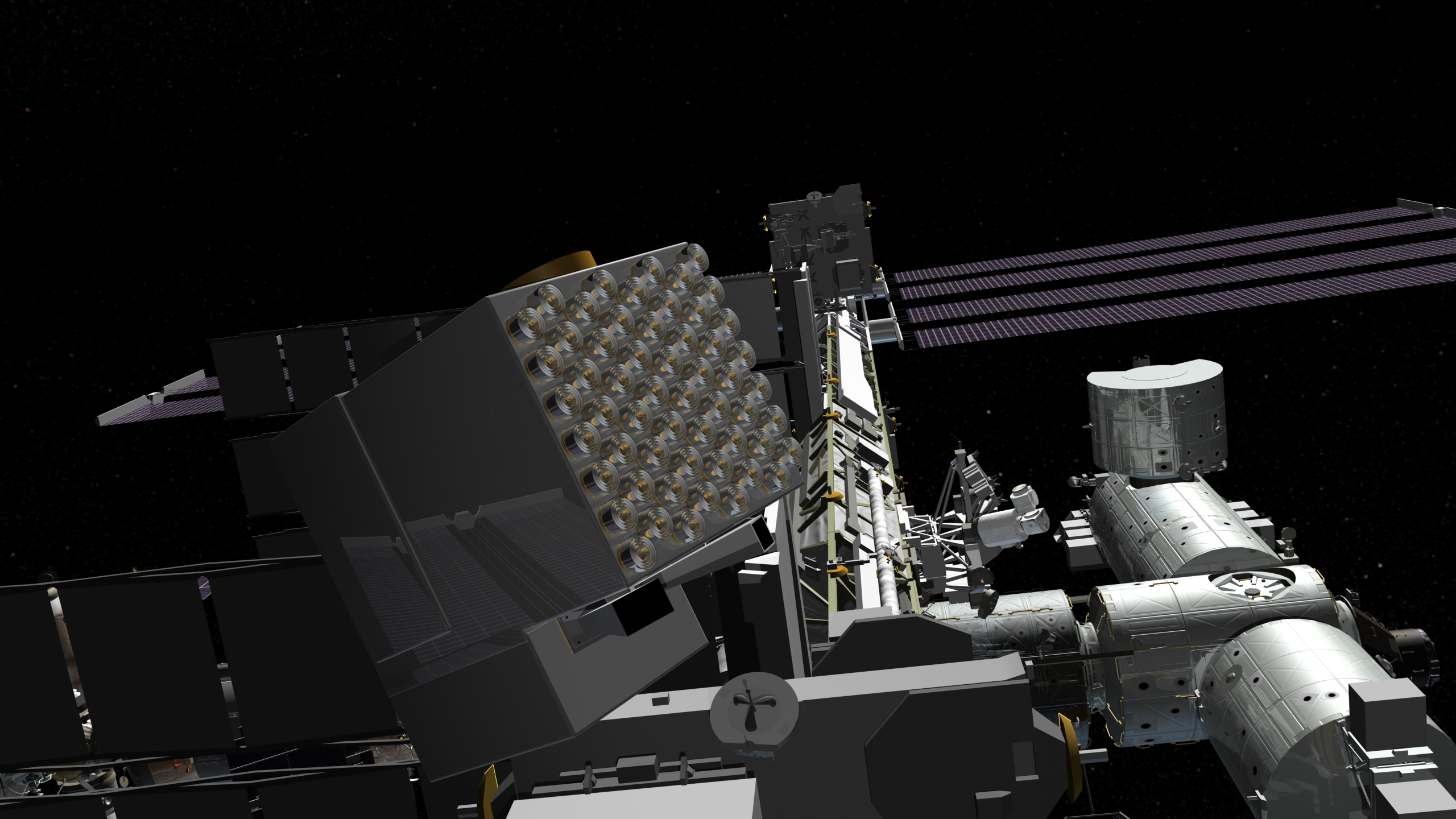
L'instrument NICER à bord de la Station spatiale internationale (vue d'artiste).

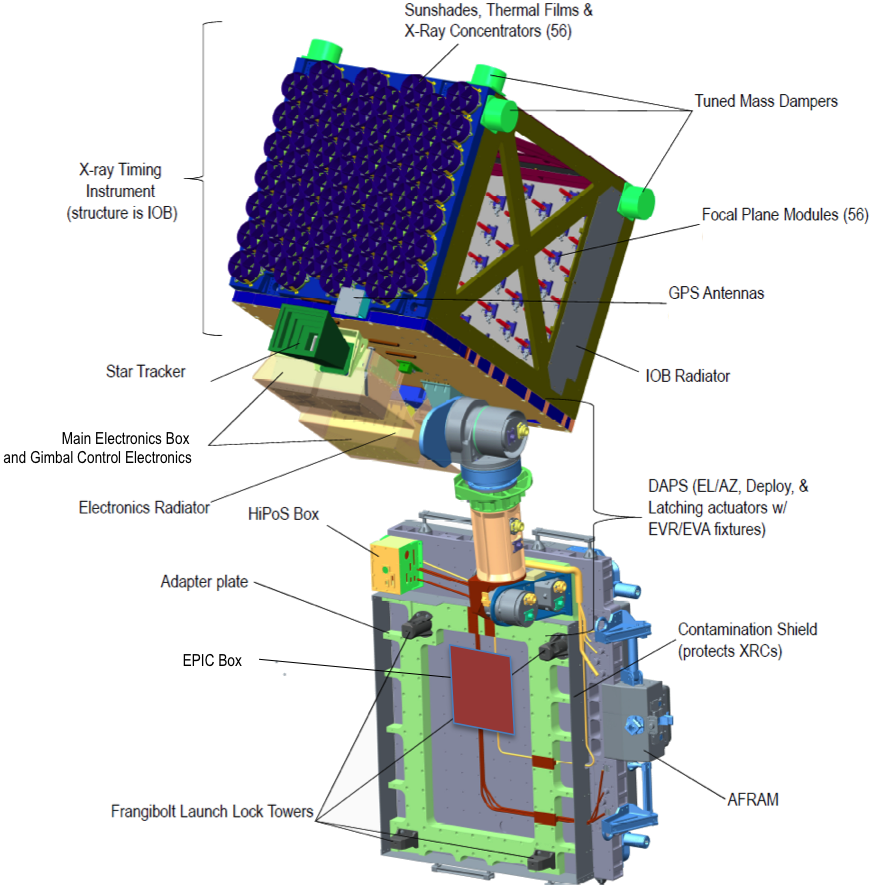
Schéma de NICER.

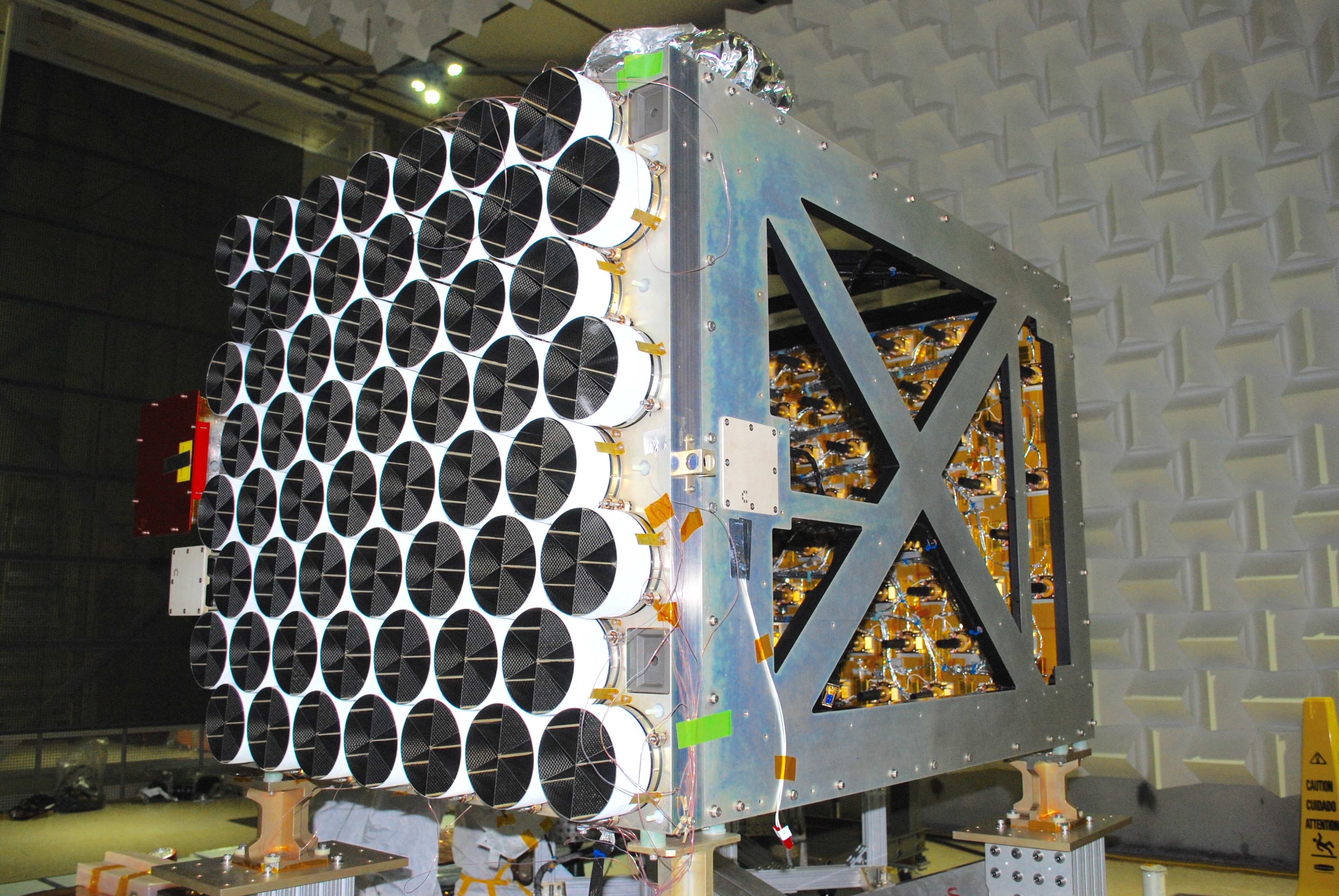
NICER sans ses couches d'isolant thermique.

Neutron Star Interior Composition Explorer, également désigné par son acronyme NICER, est une mission du programme Explorer de la NASA dont l'objectif est l'étude de la structure interne des étoiles à neutrons. Pour réaliser cette étude, l'agence spatiale américaine fait développer un spectroscope mesurant les caractéristiques du rayonnement X mou (0,2–12 keV) émis par ce type d'étoiles. L'instrument a rejoint la Station spatiale internationale le 3 juin 2017 à bord d'un vaisseau cargo Dragon.

## Déroulement du projet
NICER a été sélectionné dans le cadre du programme scientifique Explorer de la NASA en avril 2013. Dans la classification de ce programme, c'est une mission de type Mission of Opportunity (MO) bénéficiant à ce titre d'une budget de 55 millions US$. L'instrument doit être placé en orbite par un vaisseau cargo chargé d'apporter du fret à la Station spatiale internationale et fixé à l'extérieur de celle-ci sur une des palettes ExPRESS servant de support aux expériences scientifiques exposées dans le vide. Le lancement prévu initialement en 2016 a été repoussé en 2017 à la suite de la perte de la mission SpaceX CRS-7. La mission primaire doit durer 18 mois avec un prolongement optionnel de 6 mois.

## Objectifs scientifiques
Les objectifs de la mission sont les suivants :
- définir la structure de la matière à l'intérieur de l'étoile à neutrons en mesurant le diamètre de l'étoile avec une précision de 5 % et en déterminant la vitesse de refroidissement ;
- identifier la manière dont la matière de l'étoile à neutrons évolue en mesurant la stabilité temporelle des pulsars, les propriétés des oscillations, précessions et explosions ;
- déterminer la quantité d'énergie expulsée par l'étoile à neutrons à travers la mesure des formes intrinsèques du rayonnement émis, des spectres et des luminosités.

## Caractéristiques de l'instrument
La partie optique de l'instrument est constituée de 56 concentrateurs de rayons X (X-ray concentrator). Chaque concentrateur collecte les photons d'une petite partie de la voute céleste (15 minutes d'arc carrées) sur une surface réfléchissante d'environ 50 cm2 et les renvoie vers un détecteur à dérive en silicium (SDD silicon drift detector). Les SDD détectent individuellement chaque photon en enregistrant leur date d'arrivée et leur énergie avec une grande précision. Les concentrateurs sont constitués de 24 feuillets réfléchissants en forme de cônes emboités. Les photons se réfléchissent sous une incidence rasante (l'angle d'incidence est imposé par leur énergie plus importante que les photons optiques) une seule fois car l'instrument ne restitue pas d'image. L'instrument est monté sur un système permettant de le maintenir pointé automatiquement vers une cible présélectionnée avec une précision de 90 secondes d'arc. De manière typique, l'instrument étudie 3 cibles à chaque orbite parcourue par la station spatiale.
| Caractéristique       | Valeur                                     | Comparaison, commentaire                                                               |
| --------------------- | ------------------------------------------ | -------------------------------------------------------------------------------------- |
| Bande passante        | 0,2–12 keV                                 | Rayons X mous                                                                          |
| Surface effective     | > 2 000 cm2 à 1,5 keV 600 cm2 à 6 keV      | Deux fois mieux que l'instrument équivalent de XMM-Newton                              |
| résolution spectrale  | 85 eV à 1,5 keV 137 eV à 6 keV             | équivalente à celle de XMM-Newton et RXTE                                              |
| Résolution temporelle | < 300 nanosecondes                         | 25 fois meilleure que celle de RXTE 100 à 1 000 fois meilleure que celle de XMM-Newton |
| Résolution spatiale   | 5 minutes d'arc                            |                                                                                        |
| Bruit de fond         | Dominé par le bruit de fond des binaires X |                                                                                        |
| Sensibilité           | 3 × 10−14 erg s−1 cm−2                     | 25 fois meilleure que celle de RXTE 4 fois meilleure que celle de XMM-Newton           |

## Prolongement technologique: l'expérience SEXTANT
SEXTANT (Station Explorer for X-ray Timing and Navigation Technology) est une expérience de navigation astronomique basée sur l'analyse des rayons X émis par les pulsars. Cette expérience doit s'appuyer sur les données fournies par l'instrument NICER. L'objectif est de parvenir à déterminer la position de la Station spatiale internationale avec une précision de 5 km.